# 전주 홍씨
전주 홍씨(全州 洪氏)는 전북특별자치도 전주시를 본관으로 하는 한국의 성씨이다.

## 과거 급제자
전주 홍씨는 조선시대 무과 급제자 7명을 배출하였다.
홍여원(洪汝源) 홍열웅(洪列雄) 홍윤국(洪潤國) 홍인적(洪仁績) 홍인해(洪隣海) 홍준(洪濬) 홍하명(洪夏明)  

## 인구
전주 홍씨는 2015년 대한민국 통계청에서 121명으로 조사되었다.